# 爆走兄弟レッツ&ゴー!!
『爆走兄弟レッツ&ゴー!!』（ばくそうきょうだいレッツエンドゴー!!）は『月刊コロコロコミック』（小学館）にて掲載されたこしたてつひろ作のミニ四駆漫画およびそれを基にしたアニメ作品。
ミニ四駆、アニメ、映画、ゲーム、CD、トレーディングカード、シールなど、様々なメディアミックスを展開した。

## 概要
第1次ミニ四駆ブーム終了から3年ほどたった1994年、再びミニ四駆が売れるようになった。『月刊コロコロコミック』の久保雅一はミニ四駆で仕掛けようと考えた。久保は「ミニ四駆というのは、競争がテーマ」とし、2台のミニ四駆を子供に買ってもらうように考えた結果、「兄弟マシンとして2台のマシンを主人公に据えたマンガ」を発案。同じ『コロコロ』の編集者である佐上靖之とこしたてつひろに依頼して、漫画がスタートした。漫画は『コロコロコミック』にて1994年7月号から1999年10月号まで連載された。
ストーリーは全部で3シリーズある。アニメはテレビ東京系で1996年から1998年までの3年間に渡り、1年に1シリーズずつ放送された。アニメ製作はXEBEC。各51話、計153話。月曜18時のアニメ の放送回数は『しましまとらのしまじろう』を上回る。
2007年10月、『コロコロコミック』創刊30周年記念アニメスペシャル第1弾として『おはスタ』内にてセレクションとして38話から41話までの再放送が行われた。また、同年12月には第3弾として第2シリーズのWGPが再放送が行われ、翌2008年2月には第6弾として第3シリーズの『爆走兄弟レッツ&ゴー!! MAX』の再放送が行われた。
2014年に『コロコロコミック』の大人向け姉妹誌『コロコロアニキ』（同社）にて20年後の世界や中学生編を描いた、『爆走兄弟レッツ&ゴー!! Return Racers!!』が連載開始。同年8月27日にはアニメのBlu-ray BOXが発売されている。
2015年、TOKYO MXで第1・2シリーズが傑作選として放送された。その時のスポンサーはブシロード。また、ブシロードが運営するスマートフォンアプリゲームサービス「ブシモ」にて『爆走兄弟レッツ&ゴー!! ミニ四駆ワールドランナー』が2015年6月より配信された。
響ラジオステーションでは、2015年5月26日より『レッツ&ゴー!!情報局Radio Racers!!』をスタート。メインパーソナリティに声優の森久保祥太郎と徳井青空を迎え、『爆走兄弟レッツ&ゴー!! ミニ四駆ワールドランナー』の最新情報などが発表される。
2017年、『コロコロイチバン!』（同社）にて、気弱で普通の小学生・駿とミニ四駆好きの転入生・星馬翼を主として「次世代のミニ四駆伝説」を描いた『レッツ＆ゴー!! 翼 ネクストレーサーズ伝』の連載を開始。
2021年、『コロコロアニキ』の紙媒体での展開の終了に伴い、『爆走兄弟レッツ&ゴー!! Return Racers!!』が『コロコロオンライン』（同社）に移籍して連載を継続し、同年に終了した。
本作のアニメには第1次ミニ四駆ブームを支えた『ダッシュ!四駆郎』の失敗が活かされている。『四駆郎』のアニメは広告代理店主導で制作された。ところが視聴率も悪くなく、スポンサーも続行の意向を持ちながら、広告代理店の東急エージェンシーの都合で半年で終了した。小売店や問屋はアニメの終了を「ミニ四駆の人気の陰り」と判断し、ミニ四駆を売場に置かなくなった。こうして第1次ミニ四駆ブームは急速に冷え込んでいった。この失敗から本作は代理店任せにせず、小学館独自でスポンサーを獲得し、作品をコントロールできるようにしている。こうした小学館主導の作品づくりは『ポケットモンスター』に引き継がれた。
第1シリーズは星馬烈（せいば れつ）、星馬豪（せいば ごう）の星馬兄弟が、ミニ四駆の研究者、土屋博士から譲り受けたセイバーというマシンを育て上げ、様々なミニ四レーサーたちと競い合うという内容である。「国内編」「GJC（グレートジャパンカップ）編」「大神編」または「無印」（タイトルの後にシリーズ名が付かないため）と呼ばれる。
第2シリーズは舞台が日本国内から世界に移るが、同じ主人公のままの続編である。「WGP編」（World Grand Prix、ワールドグランプリ）と呼ばれ、内容は今までのライバルたちとチームを組んで世界と戦うというもの。前作から主人公の変更などがないため、テレビ放送時は新番組ではなく第1シリーズと同じ番組として扱われた。劇場版アニメ映画も公開された。テレビ版は監督が交代したが、劇場版は第1シリーズの監督が務めた。
第3シリーズは主人公が交代し、作品名も『爆走兄弟レッツ&ゴー!! MAX』と変更され（原作は第3話からアニメに合わせて作品名を変更した）、「MAX編」と呼ばれる。星馬兄弟の物語は第2シリーズで完結したために別物語に当たるが、世界観は第2シリーズまでと同一。この大幅な内容変更に合わせてキャラクターデザインも変更され、テレビ放送時も新番組となった。一文字豪樹（いちもんじ ごうき）、一文字烈矢（いちもんじ れつや）の一文字兄弟がミニ四駆のバトルレーサー養成施設「ボルゾイスクール」の方針に疑問を感じ、スクール所属のレーサーたちと競い合うという内容である。第3シリーズをもって、原作では5年間・テレビ版では3年間続いた『レッツ&ゴー!!』シリーズは完結となった。なお、テレビ版放映終了後のドラマCD『爆走兄弟レッツ&ゴー!!GIRL』が1999年に発売されている。
「国内編」と「WGP編」はフルカウルミニ四駆とリアルミニ四駆がメインとして登場。また、「MAX編」ではエアロミニ四駆とリアルミニ四駆がメインに移る。
久保雅一によると第1次ミニ四駆ブームの時は、各玩具・プラモデルメーカーが類似商品を乱発。「とも倒れ的」になったという。このため本作の時は各社が同じ轍を踏むまいと消極的になったのが幸運だったそうである。本作は日本国内において第二次ミニ四駆ブームを巻き起こしたが、アニメ終了と同じ頃に同ブームも終了を迎えた。その理由としては、「MAX編に入り主人公が交代したことによる人気の低下」「加齢成長した初期ファン層からの人気つなぎ留めを特に考慮していなかったこと」「ファン層若返り化の失敗」などが挙げられる。
作品内ではレーサーがマシンと並走したり、リモコンがなくてもレーサーの意思に応じて速度が上がったり、時には回転して飛んでいったりというような、現実離れしたレース描写が多用された。このような描写はWGP編において監督が変更になった後に「かっこよければミニ四駆の動きでなくてもかまわない」という監督の意思のもとでさらに加速することとなった。MAX編では「グランプリマシン」という理由も何もなしに、コースがない場所でもマシンが自ら意思を持ったかのように曲がり、炎を吐き、プラズマを放射し、眼にも留まらないスピードで走行する。なお、ミニ四駆アドバイザーの吉川兆二は『新世紀GPXサイバーフォーミュラ』作品でシリーズ構成を学んだという。
ミニ四駆を能動的に制御するGPチップと言う設定は、後にマイクロコントローラを組み込んでミニ四駆の改造を行う方法で擬似的な再現が試みられている。
以下の記事の記述は、特に断りがない限りアニメ版の設定を基にしている。

## 書誌情報

### 爆走兄弟レッツ&ゴー!!
1. 1994年11月28日発売、ISBN 4-09-142291-8
2. 1995年2月27日発売、ISBN 4-09-142292-6
3. 1995年5月27日発売、ISBN 4-09-142293-4
4. 1995年9月28日発売、ISBN 4-09-142294-2
5. 1995年10月28日発売、ISBN 4-09-142295-0
6. 1996年1月27日発売、ISBN 4-09-142296-9
7. 1996年4月26日発売、ISBN 4-09-142297-7
8. 1996年6月28日発売、ISBN 4-09-142298-5
9. 1996年9月28日発売、ISBN 4-09-142299-3
10. 1997年1月28日発売、ISBN 4-09-142300-0
11. 1997年4月28日発売、ISBN 4-09-142541-0
12. 1997年7月28日発売、ISBN 4-09-142542-9
13. 1997年11月28日発売、ISBN 4-09-142543-7

### 爆走兄弟レッツ&ゴー!!MAX
1. 1998年2月26日発売、ISBN 4-09-142544-5
2. 1998年6月27日発売、ISBN 4-09-142545-3
3. 1998年10月28日発売、ISBN 4-09-142546-1
4. 1999年2月24日発売、ISBN 4-09-142547-X
5. 1999年4月26日発売、ISBN 4-09-142548-8
6. 1999年8月28日発売、ISBN 4-09-142549-6
7. 1999年10月28日発売、ISBN 4-09-142550-X

### 爆走兄弟レッツ&ゴー!! Return Racers!!
1. 2016年3月15日発売[7]、ISBN 978-4-09-142144-9
2. 2017年7月12日発売[8]、ISBN 978-4-09-142428-0
3. 2018年6月12日発売[9]、ISBN 978-4-09-142748-9
4. 2019年5月10日発売[10]、ISBN 978-4-09-143025-0
5. 2020年8月7日発売[11]、ISBN 978-4-09-143215-5
6. 2021年12月13日発売[12]、ISBN 978-4-09-143364-0

### レッツ&ゴー!! 翼 ネクストレーサーズ伝
1. 2018年3月28日発売[13]、ISBN 978-4-09-142672-7
2. 2018年11月28日発売[14]、ISBN 978-4-09-142828-8
3. 2019年7月26日発売[15]、ISBN 978-4-09-143033-5
4. 2020年5月28日発売[16]、ISBN 978-4-09-143186-8
5. 2021年3月26日発売[17]、ISBN 978-4-09-143297-1

## アニメ版あらすじ

### 爆走兄弟レッツ&ゴー!!
第一シリーズである本作品では、主人公である星馬兄弟が4つのシーズンレースを戦い、そのシーズンレースで入賞した者だけが参加できるスーパー・グレート・ジャパン・カップ (SGJC) を戦うまでの1年を、放送の時系列にそって描く。

#### フルカウルミニ四駆誕生
主人公の兄弟、兄・星馬烈と弟・星馬豪の2人は性格は正反対だが三度の飯よりもミニ四駆が大好き。
ミニ四駆開発者である土屋博士は彼らに目を着け、ミニ四駆の可能性を試すために彼らに新型ミニ四駆であるフルカウルミニ四駆第1弾・セイバーを与え、烈はコーナリング重視のソニックセイバー、豪はスピード重視のマグナムセイバーへと進化させた。そのマシンでGJC（グレートジャパンカップ）ウィンターレースに出場した2人は本選に進出。本選には自分たちと同じようにセイバーのモニターに選ばれた黒沢太のブラックセイバーも参戦していた。3台のセイバーの戦いも繰り広げられる中、アクシデントが発生し、レースは続行不能になる。星馬兄弟は失格覚悟でマグナムとソニックの使える部分を合体させたマシンで他のレーサーたちを誘導し、再開されたレースはこひろまことの優勝で幕を閉じた。失格になった星馬兄弟は土屋博士との約束でセイバーを返さなければならないと思い、涙ながらにセイバーを差し出すがミニ四レーサーの誇りを認められたことで返さずにすんだ。
失格になりながらもウインターレースで活躍したことで一躍有名になった星馬兄弟に謎のフルカウルマシンを手にした鷹羽二郎丸が挑戦してきた。レースは星馬兄弟の勝利で終わったが二郎丸のフルカウルマシン・トライダガーXは二郎丸の兄・鷹羽リョウのものであり、今度はリョウからの挑戦を受けた星馬兄弟は二人一組のマウンテン・ダウンヒルレースに出場。鷹羽兄弟との兄弟対決も制した星馬兄弟だったがハンデによる勝利に納得しない豪は今度は自分からリョウに勝負を挑み、結果は引き分けとなった。だが、リョウは「マグナムはトライダガーには勝てない」と告げる。
後日、三国コンツェルン御曹司の三国藤吉がスピンアックスを手にし、星馬兄弟に挑戦してきた。豪のマグナムは敗北しながらも烈のソニックは勝利したことで二勝一敗で終わったが、そのレースで豪はマグナムの弱点が「スピードと引き換えにダウンフォースが欠けている」ことを痛感する。
欠点を克服するために特訓する豪は佐上模型店店長の佐上タモツと娘の佐上ジュンとのやり取りをヒントに欠点を克服し、GJCスプリングレースに臨んだ。大会において、セイバーの量産型であるセイバー600も公式デビューを飾り、まことのセイロクスペシャルや黒沢軍団の量産型ブラックセイバーの姿もあった。最終的にはマグナムとトライダガーの一騎討ちになり、マグナムは必殺走法・マグナムトルネードを用いて、トライダガーに勝利する。リョウはマグナムの欠点を克服して勝利した豪を見直し、豪もリョウ相手に本当の意味で勝利したことを喜ぶのだった。

#### 大神博士現る
星馬兄弟は大神博士という人物に招かれ、大神研究所に足を運ぶ。彼は土屋博士の元共同研究者で子供が楽しめるミニ四駆開発を進める土屋博士に対し、勝つことだけを重視し、他のマシンへの攻撃機能を搭載したマシンを開発し、それを用いたバトルレースを勧めていた。ミニ四駆に対する非道な扱いに怒りを露わにした星馬兄弟は大神に育てられたバトルレーサーのJと彼のマシン・プロトセイバーJBと大神研究所内でレースを行う星馬兄弟だったが圧倒的性能の前に敗北。駆けつけた土屋博士と共に研究所を後にした星馬兄弟は、土屋博士の車の中で大神博士との経緯を聞かされた。
Jに敗れた星馬兄弟は自分たちのマシンもプロトセイバーのようにすればと考えるが土屋博士の説得に考え直し、謝罪に行こうと土屋研究所に向かう。一方、土屋研究所にはセイバーの原形マシンであるスーパーアバンテを狙う大神博士が差し向けたギャングの姿があった。スーパーアバンテを奪還し、その性能を見て、スーパーアバンテの力はセイバーに受け継がれていることを知った星馬兄弟は闘志を取り戻す。大神研究所に向かった星馬兄弟は2度目の勝負に挑むもプロトセイバーの攻撃でセイバーはコース外の火山に落とされて溶けてしまった。
ショックにより、一時はミニ四駆を止めかけた星馬兄弟だったが土屋博士からソニックとマグナムを基に新開発したVマシン・ビクトリーマグナムとバンガードソニックを手渡される。最初はVマシンを走らせる気にはなれなかったがVマシンがセイバーの意思を継ぐマシンであることに気付いた2人はVマシンと共に再び走り続けることを誓う。三国コンツェルンが開催したレースでVマシンはプロトセイバーに勝利し、改心したJは大神博士の下を去り、土屋博士の下で新たな生活を始めた。
それから、しばらくして、切り裂きジャックと呼ばれるバトルレーサーの手でミニ四駆が傷つけられる事件が起きる。それが起こり始めた頃、アメリカに引っ越していた黒沢も帰国したことから豪と藤吉は犯人は黒沢と決めつけるが黒沢軍団も切り裂きジャックの被害に遭っていた為、黒沢の無実は証明された。その直後、真犯人である沖田カイが姿を現す。カイは大神博士が新たに開発したマシン・ビークスパイダーを操るバトルレーサーであり、ビークスパイダーの攻撃に苦戦する星馬兄弟たちだったがレースの最中、黒沢も正統派レーサーに目覚めるのだった。

#### バトルレース時代の始まり
藤吉はビークスパイダーに対抗すべく、三国コンツェルンの総力を挙げて、スピンコブラを開発。ニューマシンでビークスパイダーに勝利するがカイがもたらした影響は予想以上に大きく、次第に子供たちはビークスパイダーの強さに魅入られていき、ミニ四駆オフィシャルも車検を廃止するに至った。
車検廃止で開催されたGJCサマーレースにはカイとプロトセイバー戦隊も出場。ビークスパイダーと量産型プロトセイバーの手で出場したマシンは次々と破壊されていき、第1セクションからレースは大惨事を迎える。船上での第二セクションではトップをキープしていたビークスパイダーは逆走を開始し、残ったレーサーのマシンはおろか味方のプロトセイバーまで次々と血祭りにあげていき、ビクトリーマグナムを庇って真っ二つに切断されたトライダガーに至っては修復不能となった。あまりにも惨いやり方に土屋博士とファイターはカイを失格にするよう進言するもフェアプレーに興味を示さないオフィシャルは聞く耳を持たない。結局、最後まで完走したのはトップでゴールしたカイのビークスパイダーとリョウに助けられた豪のビクトリーマグナムだけだった。このレースにより、カイはミニ四駆界のヒーローとなり、子供たちにバトルレースが浸透するようになる。
トライダガーを失ったリョウは土屋博士と大神博士の師である岡田鉄心の協力を得て、究極の素材ZMCを用いたマシン・ネオトライダガーZMCを手に入れ、カイのビークスパイダーに再戦・勝利したことで完全復活を果たす。
バトルレース時代の最中にあっても正統派レーサーを貫く星馬兄弟たちの前に大神博士第3のバトルマシン・ブロッケンGを手にした近藤ゲンが現れる。星馬兄弟と鷹羽兄弟はゲンの挑戦を受けるが二郎丸の二郎丸スペシャルはブロッケンGの餌食となる。後日、大神博士はバトルレースを拡大化すべく、大神カップを開催。そこでもブロッケンは大暴れするが星馬兄弟たち正統派レーサーの前に敗北。優勝者の烈は正統派レーサーの誇りを貫くことを宣言した。

#### マグナムとソニックの独立進化
日本のミニ四駆界の今後のために土屋博士はアメリカに旅立つが、その入れ替わりのようにZMCの入手に成功した大神博士は土方レイ用のマシン・レイスティンガーを完成させた。レイスティンガーを手にしたレイはテスト走行として、星馬兄弟とカイ＆ゲンのレースに乱入し、ビクトリーマグナムを破壊する。
ビクトリーマグナムを失った豪はJの薦めで土屋研究所のバーチャルシミュレートマシンを使い、ビクトリーマグナムを進化させ、サイクロンマグナムを設計。カイが送り込んできたコンピュータウイルスにより、データは破壊されたが豪の頭には残っていた為、豪のデザイン画を基に豪とJはサイクロンマグナムを実際に開発していき、GJCオータムレース当日にギリギリながらも完成した。最初こそ、マシンの不調に悩まされたサイクロンマグナムだが徐々に速度を上げ、一気にトップに躍り出る。レイスティンガーをも圧倒し、ゴール前まで独走するが突然のマシントラブルにより、マグナムは上位3位を逃し、1位は二郎丸スペシャルスペシャル、2位はレイスティンガー、3位はスピンコブラとなった。
その後、Jとの衝突や土屋博士の土産の強化スプレーなどの様々な過程を経て、サイクロンマグナムは真の完成を見る。その一方で豪の想像以上の成長に焦りを見せていた烈もソニックを進化させるために試行錯誤の末、鉄心の力を借りて、大神研究所で研究を行うという大胆な行動に出て、大神博士のマシンが空力に特別優れていることを発見。ソニックを土屋博士の技術に大神博士の技術も組み合わせたハイブリッドマシン・ハリケーンソニックを完成させる。

#### SGJC開幕
カイ、レイはSGJC出場資格を手にしたが、ゲンのブロッケンGがその資格を得られなかったため、オブザーバーとなった大神博士の勝手な意向で、「スーパーグレートジャパンカップ ビッグチャレンジ」が開催される。レース開催には反対だった豪たちだが、Jや黒沢といった正統派レーサーにも出場資格が与えられることを考え、彼らにレース参加を勧める。一方大神博士も、全米チャンピオンを招聘。その正体は、かつて飛行機事故で死んだと思われていたJの実姉であるRだった。
そしてついにスーパー・グレート・ジャパン・カップ (SGJC) が開催された。出場するのは、土屋側からは、烈のハリケーンソニック、豪のサイクロンマグナム、まことのセイバー2001DX、リョウのネオトライダガーZMC、藤吉のスピンコブラ、二郎丸の二郎丸3スペシャル、黒沢のブラックセイバー、JのプロトセイバーEVO.。大神側からは、カイのビークスパイダー、ゲンのブロッケンG、レイのレイスティンガー、そしてRのドラゴンデルタ。これら総勢12名による激闘が開始される。3日間にわたってポイント制で行われるこの大レースで、烈や豪は1日目と2日目で大神博士のマシンに上位3位を独占されるが、3日目で奇跡の大逆転優勝を決める。

### 爆走兄弟レッツ&ゴー!!WGP
第2シリーズではミニ四駆世界グランプリのストーリーを描く。

#### 世界グランプリ開催決定
FIMA（国際ミニ四駆連盟）は5人1チームで戦うリーグ戦・第1回ミニ四駆世界グランプリ (WGP)の開催を決め、日本からはSGJCで優秀な成績を収めた豪、烈、リョウ、藤吉、Jの5人が選ばれた。
5人は他国よりも先駆けて、GPXドームに現れていたアメリカ代表チーム・NAアストロレンジャーズとの出会いでこの大会で使用されるミニ四駆はGPチップと呼ばれる人工知能を搭載したグランプリマシンであり、GPチップ以外にもボディやシャーシ、各パーツもグランプリ仕様にする必要があることを知る。通常マシンとグランプリマシンの差を痛感した5人は自分たちの意志で世界グランプリへの参加を決め、愛車を土屋博士の手でグランプリマシンに改造してもらい、TRFビクトリーズを結成する。
FIMAの名誉会長に就任した鉄心であったが役員たちはグランプリマシンのない日本が参戦することでWGPそのもののレベルが大きく下がることを恐れていた。そこで役員たちは密かにアメリカチームのNAアストロレンジャーズに支援を行い、急遽日本チームとの模擬レースを行って、完敗に追い込み、鉄心に日本チーム参戦と開催地を日本にすることを断念させることを目論む。しかし、SGJCでトップに立った者として意地でも負けられなかった星馬兄弟たちはアストロレンジャーズのバックブレーダーに必死で食いつき、リョウのネオトライダガーが3位に入ったことで何とか面目を守ることに成功する。
紆余曲折を経て、開催地はミニ四駆発祥の地、日本に決定。ドイツ代表のアイゼンヴォルフ、イタリア代表のロッソストラーダ、ロシア代表のCCPシルバーフォックス、中国代表の小四駆走行団光蠍、アフリカ代表のサバンナソルジャーズ、北欧代表のオーディンズ、オーストラリア代表のARブーメランズ、ジャマイカ代表のクールカリビアンズ。それにビクトリーズとアストロレンジャーズを加えた10チームの参加となった。

#### ビクトリーズのチームランニング
ついに始まったWGPの第1戦目にて、優勝候補筆頭とされるアイゼンヴォルフとの初戦を初勝利で飾ったビクトリーズ。しかし、世界中で活躍するグランプリレーサーたちとのチーム戦は思った以上に難しく、その次に行われたシルバーフォックスとのレースではメンバーの意見を無視した豪が原因で敗北を喫する。
3回戦目では模擬レースで事実上惨敗を喫したアストロレンジャーズとの対戦となるがビクトリーズは彼らからアイゼンヴォルフは2軍メンバーである事実を突きつけられた上、アストロレンジャーズとの野試合でチームワークの差が露呈し、以前よりも酷い完全敗北を喫する。
ビクトリーズは鉄心の提案で土屋研究所での合宿を行うが他のチームと異なって、マシンがバラバラであることから、フォーメーションは全く上手くいかない。ついにはケンカになり、全員がバラバラな行動を取るが、そこに黒澤とまことの2人が現れ、ビクトリーズのメンバーを叱責。2人の言葉から、SGJCを制したビクトリーズが負け続けることは日本中のミニ四レーサーたちが世界中からバカにされてしまうことに気付き、ビクトリーズはGPチップにフォーメーション走行の学習を向上させるべく、チームランニングの特訓を再開する。リョウが管理するアウトドアコースでの特訓中にプロトセイバーEVO.が大破するアクシデントもあったが短期間での復活に成功し、因縁のアストロレンジャーズとの公式戦で見事逆転勝利を収めた。
以降もビクトリーズは様々なチームと対戦し、チームプレーも磨いていき、各国のレーサーたちとの交流も見せるようになり、サバンナソルジャーズのコーチとなったカイとも再会する。

#### 紅の閃光
ロッソストラーダは全勝中のチームであるがレース中に相手マシンがクラッシュする曰く付きのチームでもあった。
その理由は相手マシンに攻撃を加えることでクラッシュに追い込み勝ち進んできたからであり、ビクトリーズでは豪だけがロッソストラーダの本性に逸早く気づくもロッソストラーダはバトルレース抜きでも実力が高いことと紳士的な振る舞いをする為、豪の言い分を烈や藤吉は全く信じてくれない。豪と同様にロッソストラーダのレースに疑問を抱いていたリョウや土屋博士も独自に調べていたが決定的な証拠までを見つけることは出来ずにいた。
ロッソストラーダとの1戦目で負けた上にサイクロンマグナムを壊され、苛立ちを募らせる豪はアイゼンヴォルフの1軍メンバーのリーダーであるミハエル・フリードリヒ・フォン・ヴァイツゼッカーと出会い、ミハエルが真っ当なレースでロッソストラーダに勝利を収めたのを見たことで前向きに考えられるようになった。
ロッソストラーダとの2戦目で烈たちもロッソストラーダの本性を知るもロッソストラーダの猛攻でビクトリーズのマシンは全て大破。損傷の低いサイクロンマグナムにチーム全員のマシンの使えるパーツを組み込んでレースを再開し、応急処置とは思えない走りを見せ、総合ポイントで負けたものの1位でゴールする。
ビクトリーズとロッソストラーダの次のレースはブーメランズ、シルバーフォックス、クールカリビアンズとの5か国代表選抜レース。豪は応急処置のサイクロンマグナムを改修したビートマグナムで臨み、ロッソストラーダのリーダーでもあるカルロ・セレーニのディオスパーダに本当の意味で勝利を収めた。
その後、ロッソストラーダはメンバー同士のいがみ合いによって、内部崩壊が進み、ビクトリーズとの3度目の試合、リーダーの座を求めて、カルロといがみ合うルキノ・パルナーバが先走ったことで不正改造・バトルレースをしていることが遂に明るみに出る。FIMAは「悪質な走路妨害及び傷つけるような装備が確認された為、世界グランプリ協議会規則第23条45項が適用された」との結論を出し、ロッソストラーダに反則による失格を言い渡すがビクトリーズのメンバーが不戦勝となる結果に納得せず、猛反対したことにより、ディオスパーダ全台は刃物を除去したことでレースを再開。しかし、豪への対抗意識からカルロはビートマグナムにアタックし、レースはビクトリーズの勝利で終わった上、ロッソストラーダは2ヵ月間の出場停止処分が言い渡された。

#### ファイナルステージに向けて
ロッソストラーダが出場停止処分を受けても彼らの総合順位が1位のままであることに変わりはなく、アストロレンジャーズとアイゼンヴォルフ1軍もファイナルレースへの進出はほぼ確実であった。
他のチームも最後のファイナルレース出場権を得るべく、今まで以上にマシンをパワーアップさせていく中、ビクトリーズのリーダーでもある烈はアストロレンジャーズのブレット・アスティアやアイゼンヴォルフのミハエルといった優秀なリーダーを意識するあまり、焦りを抑えきれずにいた。その焦りはハリケーンソニックに無茶なセッティングを施すまでに至り、最後の切り札として、最新システムを搭載したオーディンズを相手にしたレースでハリケーンソニックがコースアウト。それをとっさに回収しようとした烈は転落して足を負傷し、病院への入院を余儀なくされた。
ビクトリーズはさらに追い込まれる形となったが藤吉はニューマシン・スピンバイパーを製作。スピンコブラの走りを受け継ぎつつ、苦手なオフロードも克服。リョウも藤吉から貰った新型サスペンションの搭載によって、ネオトライダガーをパワーアップさせる。Jもレイから貰ったシャークシステムでプロトセイバーEVO.のドルフィンシステムをパワーアップさせ、サバンナソルジャーズに勝利を収めた。
一方、入院生活を続けていた烈は大破したハリケーンソニックの改造を考えていたもののリーダーとしての自信を無くしつつあった。しかし、豪やジュンとの邂逅によって、かつて、ミニ四駆を走らせることを純粋に楽しんでいた頃の自分を思い出した烈はニューマシン・バスターソニックを完成させ、レースに復帰。光蠍とシルバーフォックスとの4位決定戦をフリー・フォーメーションを駆使した走法で勝利し、かつて以上の実力を持って、完全な復活を遂げる。

#### 世界一へスタート
遂に上位4チームが参加して優勝を決めるファイナルレースが開催されることとなった。ビクトリーズはぎりぎり4位に滑り込み、アストロレンジャーズ、アイゼンヴォルフ、出場停止中にルキノを追放したロッソストラーダと優勝を賭けて戦うことになった。
レース方式はGPXドームを出発点とし、富士ノ湖サーキットまで3日間かけて走るこれまでに例が無い大規模なもの。TRFビクトリーズは世界一の栄冠を勝ち取るためにレースに臨む。
第1ステージはサターンフォーメーションを用いたアストロレンジャーズ、第2ステージは1人のレーサーとしての勝利を求めたカルロが制する。最後の第3ステージは豪のビートマグナム、ブレッドのバックブレーダー、ミハエルのベルクカイザーのトップ争いとなり、1位を飾ったのはビートマグナムだった。そして、第1回WGPはビクトリーズの優勝で幕を閉じる。

### 爆走兄弟レッツ&ゴー!!MAX
星馬兄弟のストーリーは第二シリーズにもって完結したため、ここからの第三シリーズでは一文字兄弟のストーリーを描く。

#### 一文字兄弟登場
一文字豪樹と一文字烈矢は、エリートミニ四レーサー養成機関ボルゾイスクールの優秀なレーサーの兄弟。しかし、スクールのバトルレース方針に賛同しない豪樹はスクールを追放される。
その後、行き場がない豪樹は叔父である大前田俊夫が働いている「GEN製作所」に居候することになり、その隣にある「新井クリーニング」の看板娘である新井ミナミと出会った。
そんな折り、第1回WGPの優勝チームTRFビクトリーズが第2回WGPのためにアメリカに旅立つと知り、「世界一のミニ四レーサー」を豪語する豪樹は、ビクトリーズに勇んで挑戦するも、全く歯が立たなかった。世界レベルを知った豪樹は、ビクトリーズと再戦を約束し、ミニ四駆への情熱を新たにする。
大神マリナをはじめ、松ひとし、大善兄弟のライバルミニ四レーサーとの出会いを経て、豪樹はレーサーとして成長していく。一方烈矢もボルゾイスクールで、100台抜きという偉業を達成し、バトルレーサーとしてさらにその力を高めていった。

#### ボルゾイとの死闘
ある時豪樹は、ボルゾイスクール主催の第1回「ボルゾイオープン」が開かれることを知らされ、参加を決意。このレースには、ひとし、まなぶ、まさおは勿論、大善兄弟、烈矢を含めたボルゾイレーサー、そして特別ゲストとして招かれたGJCウィンターレース優勝者のマリナなど、これまでのライバルたちが皆参加していた。レース前日、豪樹は烈矢からレーサーとしての実力も資格もないので、マックスブレイカーは宝の持ち腐れとの責められる。そして、もしこのレースで優勝できなかったら、マックスブレイカーを父の一文字博士に返すということを、言葉のあやから烈矢に約束する。
レース当日、豪樹は寝坊し製作所の人たちに車で送ってもらうが、車内に予備パーツを忘れるだけでなく、エレベーターに乗る際にふとした不注意からタイヤを1個、隙間に落して無くす。スタートができず焦る中マリナは、ハンデとして300秒後にスタートを宣言。烈矢や左京も付き合い、大善兄弟も正々堂々としたポリシーから付き合うことに。スティーブのハッキングによりレーサー以外立ち入り禁止区域に潜入し、スタート場所に豪樹のマックスブレイカーの予備パーツを持って駆けつけたミナミによって豪樹はスタート可能となる。300秒後に、烈矢、左京、大善兄弟、そして宣言したとおりにマリナはスタート。そして、その30秒後に330秒もの遅れをとりながらも豪樹もスタートする。
レースは水攻めや、突然のコース延長、電磁波のバリアなど、様々な障害や陰謀が張りめぐされていた。しかし豪樹は真っ当な走りでそれらの障害やバトルレーサーたちの妨害をくぐり抜け、優勝を決めた。だが、ボルゾイはボルゾイスクールの関係者を優勝させようと最後の足掻きとして、豪樹がボルゾイスクールに在籍していたという事実を利用して「卒業生」とした。
それを呆然と見ていた烈矢は、ボルゾイの走りではない「自分の走り」を考えるようになり、ボルゾイスクールを出て、半ば強引に豪樹と一緒に居候を始めた。
共に暮らし始めた一文字兄弟の前に、ボルゾイスクールの忍者レーサー兄弟、草薙陣と草薙漸が姿を現す。彼らの使用するバイスイントルーダーとファントムブレード、合体形態のバイスファントムに苦戦する一文字兄弟だったが、マリナの助けもあって、草薙兄弟を退けた。

#### GJCサマーレース
GJC（グレート・ジャパン・カップ）サマーレースの開催が決定し、決勝戦の開催が九州で行われることが宣言される。豪樹は勇んで仕事で数日かけて九州に行く源さんと拓也の乗る車に同乗。ミナミとサユリも現地に向かう。
九州に向かっている最中、豪樹は大阪にて、クラシックマシンであるスーパーアバンテを愛用するレーサー・服部竜平と出会う。竜平からGJC決勝戦に出場するには全国各地区で行われる予選大会でのベスト3にランクインする必要があり、そうしないと九州で行われる決勝戦には出られないという話を聞かされた豪樹は大阪大会に出場し、1位が竜平、2位が豪樹となり、辛くも決勝戦への出場資格を得る。
一方、東東京地区の予選大会では1位は烈矢、2位はマリナ、3位は豪樹がいなかったことにより、運よく入賞できたひとしが決勝戦への切符を手にする。
決勝大会には一文字兄弟とマリナとひとしと竜平、西東京地区の予選大会で優勝した大善兄弟、名古屋でクラッシャーズとの勝負を共に潜り抜けた西条恵一たちや九州で豪樹と勝負した楠大吾たち等、錚々たるメンバーが集まるのだった。
決勝大会が始まるも映像で現れたボルゾイが第2回ボルゾイオープン開催を宣言。レースはボルゾイにジャックされる。地下コースで待ち伏せしていたボルゾイレーサーたちが操るボルゾイアディーンがサマーレース出場者のマシンに次々と襲い掛かる。豪樹たちは互いに協力し合い、ボルゾイレーサーたちに対抗。バトル能力のある烈矢のシャドウブレイカーとマリナのファイヤースティンガーがボルゾイアディーンの駆除に当たり、烈矢が15台、マリナが17台を倒し、ボルゾイレーサーのマシンを半数に減らしていく。
しかし、参加レーサーに混ざっていた草薙兄弟の不意打ちによって、マリナのファイヤースティンガーは漸のファントムブレードのブレード攻撃で損傷。烈矢のシャドウブレイカーも陣のバイスイントルーダーのトルーダーアタックを受け、シャーシに亀裂が入るなど追い込まれていく。ラキエータIIを操る左京の手助けによって、危機を脱したかに思えた豪樹たちだったがファントムブレードの攻撃によって、烈矢のシャドウブレイカーが大破。後方部がマグマの中へと消えた。
サマーレースの優勝は豪樹が得ることになったが、シャドウブレイカーを失った烈矢は落ち込む。そんな時、ミナミが一文字博士に託されたトランクの中身がマックスブレイカーとシャドウブレイカーの原型となったナックルブレイカーZ-1であることが発覚。豪樹たちの説得を受けた烈矢はバトルレースから足を洗い、ナックルブレイカーでレーサーとしての再起を決意する。
その後もUSAチャンプとの対戦で豪樹たちはさらに実力を挙げていき、烈矢もバトルレースから完全に足を洗った。

#### 大神博士、再び
ボルゾイスクールから一文字正宗が去り、立て続けに思惑を崩されたプロフェッサー・ボルゾイがなりを潜め始めた頃、彼の孫であるネロ・ステラ・ボルゾイが現れた。さらにネロは一文字博士に代わり、かつてバトルレースの時代を築くことを目論んだ大神博士をボルゾイのミニ四駆開発第一任者として迎え入れる。
ボルゾイからの使者として現れた大神博士と突如再会したマリナは、大神博士によってファイヤースティンガーがフェニックススティンガーに強化改造され、今度はボルゾイレーサーとして豪樹たちと対立することになる。なんとか思いとどまらせようとする豪樹だったが、レースに集中できず、遂にはマックスブレイカーを破壊される。
しかし、まだ諦めていない豪樹は、再会した父・一文字正宗と共に、早速マックスブレイカーの改造を開始。一時日本に帰国したTRFビクトリーズの鷹羽リョウとレースを重ねていくことで、ニューマシン「ブレイジングマックス」が誕生した。その一方、ボルゾイでは大神博士が、MGストーンを搭載した究極のバトルマシン「ディオマース」を完成させていた。

#### M1開催
ディオマースを完成させたネロは遂に反旗を翻し、祖父のボルゾイとスクールの生徒たちを追放。スクールを急遽解散させたネロは、GJCオータムレースに参戦し、ディオマース・ネロのMGストーンから発生される重力波「マースグラビティ」による常識外れのダウンフォースによって、ディオマース以外のマシンほとんどをコースごと押し潰す。このあまりにもの惨状に、オータムレースは続行不可能による中止となった。
その後、ネロはミニ四駆界への反逆を開始し、第2回WGPが開催されているアメリカに量産型ディオマースを操るボルゾイチームを送り込んで、一部のGPレーサーたちやUSAチャンプたちのマシンを次々と破壊していく。
世界中のレース場で混乱が続く中、ボルゾイによって電波ジャックを行われ、真のミニ四駆ナンバー1を決めるレース通称「M1」を開催するとネロが宣言。腕に覚えのある1万人ものレーサーが参加する未だかつて無い規模のレースであるが、第2回WGPの決勝と同日と重なっているため、GPレーサーはレースには参加はできないのだという（サユリによると「GPレーサーたちはボルゾイチームたちと戦っている」）。
さらにネロは「バトルレース、グレートジャパンカップ、世界グランプリは過去のレース」と発言。もし、このレースにネロが勝利すれば、ミニ四駆界はボルゾイの物となる。一文字兄弟と仲間たちは最高の栄冠を掴み、ミニ四駆界の支配を阻止するためにレースに臨む。
アメリカから帰国した豪と烈とリョウも見守る中、M1は最終局面に突入し、ブレイジングマックスとナックルブレイカーの同時優勝となり、この大会を通じて、ネロも大神博士も改心する。しかし、豪樹と烈矢は引き分けに納得いかず、2人だけでレースを再開するのだった。

## アニメ
テレビ東京系列にて放送。音楽は前番組の『鬼神童子ZENKI』に引き続いてつのごうじが担当した。
- 1996年1月8日 - 12月23日：「爆走兄弟レッツ&ゴー!!」
- 1997年1月6日 - 12月22日：「爆走兄弟レッツ&ゴー!! WGP」
- 1998年1月5日 - 12月21日：「爆走兄弟レッツ&ゴー!! MAX」

### スタッフ
- 原作 - こしたてつひろ（小学館/月刊コロコロコミック・別冊コロコロコミック・小学四年生・てれびくん）
- シリーズ構成 - 星山博之
- キャラクターデザイン - 高見明男（無印及びWGP担当）、石原満（MAX担当）
- メカニックデザイン - 企画デザイン工房 戦船
- 美術監督 - 朝倉千登勢
- 撮影監督 - 杉山幸夫（無印及びWGP担当）、金沢章男（MAX担当）
- 音響監督 - 田中英行
- 音楽 - つのごうじ、今泉洋（無印担当/ただし音楽はWGP編まで使用）、上畑正和（無印担当/同前）
- 助監督 - 星合貴彦
- 色彩設計 - 関本美津子
- 編集 - 正木直幸
- 音楽プロデューサー - 吉田隆、前山寛邦（MAX担当）
- アニメーションプロデューサー - 下地志直、佐藤徹、丸川直子（MAX担当）
- アニメーション制作 - XEBEC
- プロデューサー - 小林教子、中沢利洋
- 監督 - アミノテツロー（無印担当）、加戸誉夫（WGP - MAX担当）
- ミニ四駆アドバイサー - 吉川兆二
- 製作 - テレビ東京、読売広告社、小学館プロダクション

### 主題歌

#### 国内編
- オープニングテーマ
  - 「ウィニング・ラン! 〜風になりたい〜」: 歌 - 山形ユキオ（1話 - 25話）
  - 「FLESH & BLOOD 〜二つの想い〜」: 歌 - G-CRISIS（26話 - 51話）
- エンディングテーマ
  - 「ヨ!ブラザー」: 歌 - BOOGIE MAN（1話 - 12話、テレビスペシャル）
本編の映像の逆再生が早送りで左右上部に表示される
  - 「傷つくこともできない」: 歌 - 梶谷美由紀（13話 - 25話）
途中からVマグナムの走る向きが逆になり視聴者応募のマシンを紹介するようになる
  - 「恋のターゲット・ボーイ」: 歌 - THE PINK HOPS（26話 - 39話）
エンディングで初めてCGが使われた。曲はMe&Myの「BABY BOY」のカバー。映像に使われたコースは当時（1996年度）のSGJC決勝のコース「スーパーサイクロンサーキット」である
  - 「夢の涯てまでも」: 歌 - PERSONZ（40話 - 51話）
曲はワンコーラスすべて流れずにサビの途中でフェードアウトする

#### WGP編
- オープニングテーマ
  - 「GET THE WORLD」: 歌 - 影山ヒロノブ（全話）
シングルCDには、フルカウルミニ四駆「サイクロンマグナムTRF」用のバーチャル・メカ・ステッカーが付属。
- エンディングテーマ
  - 「GROW UP POTENTIAL 〜夢に向かって〜」: 歌 - GANASIA（1話 - 13話）
  - 「TUNE-UP GENERATION」: 歌 - 松宮麻衣子（14話 - 27話）
シングルCDには、フルカウルミニ四駆「シャイニングスコーピオン」用のバーチャル・メカ・ステッカーが付属。
  - 「WE ARE THE VICTORYS」: 歌 - THE VICTORYS（渕崎ゆり子、池澤春菜、高乃麗、神代知衣、渡辺久美子）（28話 - 39話）
  - 「今夜はイブ!」: 歌 - レッツゴーBOYS & GIRLS（渕崎ゆり子、池澤春菜、高乃麗、神代知衣、渡辺久美子、大谷育江、西村ちなみ、矢島晶子）（40話 - 51話）
映像シーンでは星馬兄弟・鷹羽兄弟・藤吉・J・ジュンがパジャマ姿で登場しているが、チイコは登場していない。
途中からクリスマスツリーが追加。また、ハリケーンソニックからバスターソニックに変更し、スピンコブラがスピンバイパーに変更。
『おはスタ』ではクリスマスの期限中、当時の名物だった「アミダカタブラ」で使用された（本作放送の月曜日のみ）。

#### MAX編
- オープニングテーマ
  - 「BRAVE HEART」: 歌 - 鋼鉄兄弟（全話）
一部のエピソードでは挿入歌としても使用されている。
- エンディングテーマ
  - 「MY NAME IS カーボーイ」: 歌 - 影山ヒロノブ with KIDS MAX（1話 - 26話）
  - 「僕らのFREEDOM」: 歌 - YUKA SATO（27話 - 51話）
途中から夕陽に変わり、シャドウブレイカーZ-3からナックルブレイカーZ-1に変更。

### 各話リスト
『無印』と『WGP』はアニメではタイトルロゴの変更などが行われたが、当時テレビ局側では「新番組」としておらず、放送話数が連続して数えられる場合がある。 例えば、『爆走兄弟レッツ&ゴー!! WGP』第1話は『爆走兄弟レッツ&ゴー!!』第52話、『爆走兄弟レッツ&ゴー!! WGP』第51話（WGP編最終回）は『爆走兄弟レッツ&ゴー!!』第102話となる。『MAX』は「新番組」となったため、前作（『無印』・『WGP』）からの通し番号で呼ばれることはほとんどない。
| 話数                        | サブタイトル                                               | 脚本                    | 絵コンテ                | 演出                    | 作画監督                | 放送日                  |
| 爆走兄弟レッツ&ゴー！！     | 爆走兄弟レッツ&ゴー！！                                    | 爆走兄弟レッツ&ゴー！！ | 爆走兄弟レッツ&ゴー！！ | 爆走兄弟レッツ&ゴー！！ | 爆走兄弟レッツ&ゴー！！ | 爆走兄弟レッツ&ゴー！！ |
| --------------------------- | ---------------------------------------------------------- | ----------------------- | ----------------------- | ----------------------- | ----------------------- | ----------------------- |
| 1                           | ミニ四駆兄弟登場 走れセイバー!                             | 星山博之                | アミノテツロー          | 藤本義孝                | 高見明男                | 1996年 1月8日           |
| 2                           | ウインターレース 波乱の決勝戦!!                            | 隅沢克之                | 広田正志                | 勝亦祥視                | 広田正志                | 1月15日                 |
| 3                           | 謎のフルカウルマシン!                                      | 千葉克彦                | 白旗伸朗                | 菱川直樹                | 中村あきら              | 1月22日                 |
| 4                           | 嵐の兄弟対決!爆走ダウンヒルレース!                         | 千葉克彦                | 勝亦祥視                | 勝亦祥視                | 深沢幸司                | 1月29日                 |
| 5                           | 再対決!トライダガーX 地下水路の戦い!                       | 星山博之                | 横山広行                | 守岡博                  | 中村あきら              | 2月5日                  |
| 6                           | 危うしマグナム!稲妻走りの新マシン!!                        | 隅沢克之                | 嵯峨敏                  | 嵯峨敏                  | はがひとし              | 2月12日                 |
| 7                           | 激突!コーナー勝負 ソニックセイバーVSスピンアックス         | 隅沢克之                | 広田正志                | 勝亦祥視                | 広田正志                | 2月19日                 |
| 8                           | かっ飛べマグナム!スプリングレースをめざせ!                 | 星山博之                | 江上きよし              | 井上修                  | 古池敏也 田中誠輝       | 2月26日                 |
| 9                           | 強敵大集合!火花を散らすスプリングレース                    | 千葉克彦                | 浅川智裕                | 大関雅幸                | 久保川美明              | 3月4日                  |
| 10                          | 必殺マグナムトルネード!                                    | 千葉克彦                | 勝亦祥視                | 勝亦祥視                | 深沢幸司                | 3月11日                 |
| 11                          | 烈の危機!残されたチャンス                                  | 小出克彦                | 玉田博                  | 玉田博                  | 高見明男                | 3月18日                 |
| 12                          | 豪の挑戦!マグナムを取り戻せ!!                              | 隅沢克之                | 白旗伸朗                | 菱川直樹                | 中村あきら              | 3月25日                 |
| 13                          | 6人目のフルカウルレーサー                                  | 星山博之                | 青山ひろし              | 青山ひろし              | はがひとし              | 4月1日                  |
| 14                          | 脅威の最強マシン 大神博士の野望!                           | 千葉克彦                | 深沢幸司                | 勝亦祥視                | 深沢幸司                | 4月8日                  |
| 15                          | ギャングと対決!ご先祖様を守れ!!                            | 隅沢克之                | 横山広行                | 守岡博                  | 中村あきら              | 4月15日                 |
| 16                          | 火山口の死闘!セイバー絶体絶命!                             | 小出克彦                | 井上修                  | 井上修                  | 古池敏也                | 4月22日                 |
| 17                          | Vマシン誕生!勝利の明日に賭けろ                             | 星山博之                | 大関雅幸                | 大関雅幸                | 久保川美明              | 4月29日                 |
| 18                          | 走れVマシン!危険がいっぱい遊園地レース                     | 隅沢克之                | 深沢幸司                | 前田光悦                | 池上太郎                | 5月6日                  |
| 19                          | 強敵JBを倒せ!!友情のVパワー                                | 隅沢克之                | 玉田博                  | 玉田博                  | 石原満                  | 5月13日                 |
| 20                          | 消えたマシン トライダガーX!                                | 小出克彦                | 嵯峨敏                  | 嵯峨敏                  | 村上元一                | 5月20日                 |
| 21                          | チイコ大旋風 対決!星馬兄弟                                 | 千葉克彦                | 深沢幸司                | 日下直義                | 佐藤陵                  | 5月27日                 |
| 22                          | 帰ってきたあいつ 恐怖の切り裂きマシン!                     | 小出克彦                | 高見明男                | 玉田博                  | 高見明男                | 6月3日                  |
| 23                          | 缶詰工場の決闘!新たなる旅立ち                              | 小出克彦                | 広田正志                | 勝亦祥視                | 池上太郎                | 6月10日                 |
| 24                          | スピンコブラ発進!ニューマシン開発指令                      | 千葉克彦                | 玉田博                  | 井上修                  | 古池敏也                | 6月17日                 |
| 25                          | サマーレース開催 ミニ四駆の熱い夏!                         | 隅沢克之                | 中津環                  | 中津環                  | 山岡信一                | 6月24日                 |
| 26                          | 傷だらけのゴール!涙のトライダガー                          | 隅沢克之                | 深沢幸司                | 日下直義                | 佐藤陵                  | 7月1日                  |
| 27                          | 炎のニューマシン よみがえれトライダガー                    | 星山博之                | 玉田博                  | 玉田博                  | 高見明男                | 7月8日                  |
| 28                          | 焼結!驚異のZMC 鷹羽リョウ完全復活                          | 星山博之                | 青山ひろし              | 青山ひろし              | 村上元一 清水博幸       | 7月15日                 |
| 29                          | 激流パニック!ミニ四駆救助隊                                | 小出克彦                | 勝亦祥視                | 勝亦祥視                | 池上太郎                | 7月22日                 |
| 30                          | 海だ!サルだ!チームワークで大勝負                           | 千葉克彦                | 亀垣一                  | 中津環                  | 本橋秀之                | 7月29日                 |
| 31                          | ブロッケンG登場!破壊の重量級マシン                         | 小出克彦                | 星合貴彦                | 井上修                  | 古池敏也                | 8月5日                  |
| 32                          | ゆうれいと対決!学校七不思議レース!!                        | 隅沢克之                | 勝亦祥視                | 勝亦祥視                | 佐藤陵                  | 8月12日                 |
| 33                          | 砂嵐の戦い!ルール無用の大神レース                          | 千葉克彦                | 星合貴彦                | 星合貴彦                | 高見明男                | 8月19日                 |
| 34                          | キャンプで決戦!追いつめられたJ                             | 星山博之                | 嵯峨敏                  | 嵯峨敏                  | 村上元一                | 8月26日                 |
| 35                          | 敵はVマシン!レッツゴー奪回作戦                             | 小出克彦                | 武藤公春                | 勝亦祥視                | 池上太郎                | 9月2日                  |
| 36                          | 幻のスコーピオン 伝説のミニ四駆                            | 星山博之                | 玉田博                  | 玉田博                  | 石原満                  | 9月9日                  |
| 37                          | レイスティンガー!大神の切り札!                             | 千葉克彦                | 鈴木吉男                | 井上修                  | 古池敏也                | 9月16日                 |
| 38                          | 復活!マグナム その名はサイクロン                           | 隅沢克之                | 前田光悦                | 勝亦祥視                | 江上夏樹                | 9月23日                 |
| 39                          | サイクロン上陸!俺は天才デザイナー                          | 小出克彦                | 中津環                  | 中津環                  | 高見明男                | 9月30日                 |
| 40                          | 白熱のオータムレース                                       | 小出克彦                | 亀井治                  | 勝亦祥視                | 佐藤陵                  | 10月7日                 |
| 41                          | 対立!Jと豪 危うしサイクロン                                | 星山博之                | 玉田博                  | 玉田博                  | 石原満                  | 10月14日                |
| 42                          | ミニ四師匠 豪!?秋祭りレース開催                            | 千葉克彦                | 鈴木吉男                | 井上修                  | 古池敏也                | 10月21日                |
| 43                          | 王子様とレース!ジュン愛逃避行                              | 隅沢克之                | 前田光悦                | 勝亦祥視                | 佐藤陵                  | 10月28日                |
| 44                          | マグナム絶好調!烈のあせり                                  | 小出克彦                | 岡崎ゆきお              | 清水明                  | 及川博史                | 11月4日                 |
| 45                          | 烈の裏切り!?ソニックVSマグナム                             | 小出克彦                | 星合貴彦                | 星合貴彦                | 高見明男                | 11月11日                |
| 46                          | 復活のJ!プロトセイバーEVO.（エボリューション）             | 星山博之                | 前田光悦                | 勝亦祥視                | 佐藤陵                  | 11月18日                |
| 47                          | 火花散るラストチャンス!                                    | 千葉克彦                | 玉田博                  | 井上修                  | 古池敏也                | 11月25日                |
| 48                          | SGJC開幕!!波乱のスタート!                                  | 隅沢克之                | 武藤公春                | 勝亦祥視                | 佐藤陵                  | 12月2日                 |
| 49                          | レッツゴー大苦戦!爆進!破壊軍団                             | 小出克彦                | 岡崎ゆきお              | 笠井賢一                | 及川博史                | 12月9日                 |
| 50                          | 大激戦!雪山コース 過酷な第2グラウンド!                     | 千葉克彦                | 玉田博                  | 玉田博                  | 石原満                  | 12月16日                |
| 51                          | 栄光の表彰台!!勝利のミニ四駆                               | 星山博之                | 中津環                  | 中津環                  | 高見明男                | 12月23日                |
| 爆走兄弟レッツ&ゴー！！ WGP |                                                            |                         |                         |                         |                         |                         |
| 1 (52)                      | ミニ四駆新時代 めざせ世界グランプリ!                       | アミノテツロー          | 加戸誉夫                | 星合貴彦                | 高見明男                | 1997年 1月6日           |
| 2 (53)                      | TRFビクトリーズ誕生!WGP日本開幕!                           | 星山博之                | 勝亦祥視                | 安東信悦                | 佐藤陵                  | 1月13日                 |
| 3 (54)                      | GPマシン完成!リーダーはだれ?                               | 隅沢克之                | 開木菜織                | 井上修                  | 古池敏也                | 1月20日                 |
| 4 (55)                      | 驚異のチームプレー!氷原から来た銀狐                        | 小出克彦                | 笠井賢一                | 笠井賢一                | 及川博史                | 1月27日                 |
| 5 (56)                      | 打倒!バックブレーダー 猛特訓を乗り切れ                     | 千葉克彦                | 玉田博                  | 吉田義樹                | 細井信宏                | 2月3日                  |
| 6 (57)                      | 激走!GPクロス 4位をねらえ!                                 | 千葉克彦                | 加戸誉夫                | 玉田博                  | 石原満                  | 2月10日                 |
| 7 (58)                      | ビクトリーズの危機!新監督たまみ先生?!                      | 隅沢克之                | 勝亦祥視 前田光悦       | 勝亦祥視                | 佐藤陵                  | 2月17日                 |
| 8 (59)                      | 番外対決 豪VSエッジ                                        | 星山博之                | 開木菜織                | 井上修                  | 古池敏也                | 2月24日                 |
| 9 (60)                      | 謎の覆面レーサー 俺達カッ飛びブッちぎり                    | 小出克彦                | 村山靖                  | 村山靖                  | 高見明男                | 3月3日                  |
| 10 (61)                     | 二郎丸参戦!アストロドームの戦い                            | 千葉克彦                | 笠井賢一                | 笠井賢一                | 及川博史                | 3月10日                 |
| 11 (62)                     | 秘密兵器!衝撃!!パワーブースター                            | 千葉克彦                | 吉田義樹                | 吉田義樹                | 細井信宏                | 3月17日                 |
| 12 (63)                     | 春夏秋冬全開バトル 北国のリーダー                          | 小出克彦                | 勝亦祥視                | 安東信悦                | 佐藤陵                  | 3月24日                 |
| 13 (64)                     | ジャングルを切り裂け!蘇るキラーマシン!!                    | 隅沢克之                | 玉田博                  | 玉田博                  | 石原満 高見明男         | 3月31日                 |
| 14 (65)                     | 伝説のマシンを持った変な奴                                 | 星山博之                | 井上修                  | 井上修                  | 古池敏也                | 4月7日                  |
| 15 (66)                     | ビクトリーズVS光蠍（ゴンキ） シャイニングスコーピオン参上! | 星山博之                | 笠井賢一                | 笠井賢一                | 及川博史                | 4月14日                 |
| 16 (67)                     | 帰ってきた王者（チャンピオン） 輝け!グレートジャパンカップ | 小出克彦                | 安東信悦                | 勝亦祥視                | 佐藤陵                  | 4月21日                 |
| 17 (68)                     | 嵐の中の大作戦!ニューモーターに賭けろ!                     | 隅沢克之                | 村山靖                  | 吉田義樹                | 細井信宏                | 4月28日                 |
| 18 (69)                     | 子供の日大レース GPレーサー大集合                          | 千葉克彦                | 広田正志                | 勝亦祥視                | 池上太郎                | 5月5日                  |
| 19 (70)                     | 勝て!恐怖のデスマッチ ディオスパーダVSサイクロンマグナム   | 小出克彦                | 安東信悦                | 日下直義                | 江上夏樹                | 5月12日                 |
| 20 (71)                     | リズムに乗って突っ走れ!あつい国から来たレーサー            | 星山博之                | 安東信悦                | 勝亦祥視                | 佐藤陵                  | 5月19日                 |
| 21 (72)                     | 燃えろ藤吉!スピンコブラの逆襲                              | 千葉克彦                | 玉田博                  | 玉田博                  | 山岡信一                | 5月26日                 |
| 22 (73)                     | 決めるぜ、日本一!商店街で大レース!!                        | 隅沢克之                | 井上修                  | 井上修                  | 古池敏也                | 6月2日                  |
| 23 (74)                     | 先手必勝!スタート勝負!?                                    | 星山博之                | 土蛇我現                | 日下直義                | 池上太郎                | 6月9日                  |
| 24 (75)                     | 選手は誰だ?開催!ドリームチャンスレース                     | 千葉克彦                | 星合貴彦                | 笠井賢一                | 及川博史                | 6月16日                 |
| 25 (76)                     | ライバル勢ぞろい 白熱!ドリームチャンスレース               | 小出克彦                | 勝亦祥視                | 勝亦祥視                | 江上夏樹                | 6月23日                 |
| 26 (77)                     | ゴール前の大逆転 決着!ドリームチャンスレース               | 小出克彦                | 勝亦祥視                | 勝亦祥視                | 佐藤陵                  | 6月30日                 |
| 27 (78)                     | 紅の閃光!ロッソストラーダの魔手!!                          | 隅沢克之                | 土蛇我現                | 日下直義                | 池上太郎                | 7月7日                  |
| 28 (79)                     | スリーリレーバトル!打倒!ディオスパーダ                     | 隅沢克之                | 玉田博                  | 玉田博                  | 石井明治                | 7月14日                 |
| 29 (80)                     | 奴がリーダー?姿を見せた強敵!                               | 星山博之                | 勝亦祥視 安東信悦       | 勝亦祥視                | 佐藤陵                  | 7月21日                 |
| 30 (81)                     | 復活のレーサー                                             | 千葉克彦                | 井上修                  | 井上修                  | 古池敏也                | 7月28日                 |
| 31 (82)                     | 決死のミニ四サバイバル!                                    | 小出克彦                | 土蛇我現                | 前田光悦                | 池上太郎                | 8月4日                  |
| 32 (83)                     | 真夏の悪夢!でた!おばけ合宿                                 | 村山靖                  | 村山靖                  | 笠井賢一                | 及川博史                | 8月11日                 |
| 33 (84)                     | ミニ四駆親子レース 速さの秘密はお父さん?                   | 千葉克彦                | 勝亦祥視                | 勝亦祥視                | 佐藤陵                  | 8月18日                 |
| 34 (85)                     | ビクトリーズ壊滅!!死闘タワーサーキット!                    | 小出克彦                | 星合貴彦                | 星合貴彦                | 山岡信一 坂崎忠         | 8月25日                 |
| 35 (86)                     | 誕生!友情のニューマシン!!                                  | 星山博之                | 土蛇我現                | 前田光悦                | 池上太郎                | 9月1日                  |
| 36 (87)                     | 五ヶ国対抗選抜レース!激走!ビートマグナム                   | 星山博之                | 玉田博                  | 玉田博                  | 高見明男                | 9月8日                  |
| 37 (88)                     | 荒馬たちの挽歌                                             | 隅沢克之                | 井上修                  | 井上修                  | 古池敏也                | 9月15日                 |
| 38 (89)                     | めざせ大逆転 絶対不利をはね返せ!                           | 千葉克彦                | 勝亦祥視                | 勝亦祥視                | 佐藤陵                  | 9月22日                 |
| 39 (90)                     | 天才との対決!でるか必殺技                                  | 千葉克彦                | 石原満                  | 中津環                  | 石原満                  | 9月29日                 |
| 40 (91)                     | バックブレーダーの厚い壁                                   | 小出克彦                | 土蛇我現                | 前田光悦                | 池上太郎                | 10月6日                 |
| 41 (92)                     | リーダーの責任                                             | 小出克彦                | 村山靖                  | 村山靖                  | 山岡信一                | 10月13日                |
| 42 (93)                     | 走れ!ダブルスピン                                          | 小出克彦                | 勝亦祥視                | 勝亦祥視                | 江森真理子              | 10月20日                |
| 43 (94)                     | 邪悪な走行!EVO（エボリューション）が変わる時               | 隅沢克之                | 玉田博                  | 玉田博                  | 坂崎忠                  | 10月27日                |
| 44 (95)                     | よみがえれ烈!                                              | 星山博之                | 土蛇我現                | 前田光悦                | 池上太郎                | 11月3日                 |
| 45 (96)                     | めざせ決勝戦!フリーフォーメーションで突っ走れ!             | 小出克                  | 井上修                  | 井上修                  | 古池敏也                | 11月10日                |
| 46 (97)                     | ファイナルステージスタート!                                | 千葉克彦                | 勝亦祥視                | 勝亦祥視                | 佐藤陵                  | 11月17日                |
| 47 (98)                     | 湾岸コースをぶっとばせ!                                    | 千葉克彦                | 星合貴彦                | 星合貴彦                | 石原満                  | 11月24日                |
| 48 (99)                     | 波乱の第2ステージ!!                                        | 隅沢克之                | 土蛇我現                | 前田光悦                | 江森真理子              | 12月1日                 |
| 49 (100)                    | 勝者の条件!                                                | 隅沢克之                | 中津環                  | 中津環                  | 山岡信一                | 12月8日                 |
| 50 (101)                    | 世界一へスタート                                           | 小出克彦                | 勝亦祥視                | 勝亦祥視                | 池上太郎                | 12月15日                |
| 51 (102)                    | 栄光のゴールをめざして                                     | 星山博之                | 玉田博                  | 玉田博                  | 高見明男                | 12月22日                |

| 話数 | サブタイトル                                     | 脚本     | 絵コンテ          | 演出     | 作画監督   | 放送日        |
| ---- | ------------------------------------------------ | -------- | ----------------- | -------- | ---------- | ------------- |
| 1    | おれは豪樹だ!                                    | 星山博之 | 加戸誉夫          | 星合貴彦 | 石原満     | 1998年 1月5日 |
| 2    | 勝負だぜ、ビクトリーズ!!                         | 隅沢克之 | 加戸誉夫          | 前田光悦 | 池上太郎   | 1月12日       |
| 3    | 嵐を呼ぶ兄弟対決                                 | 小出克彦 | 井上修            | 井上修   | 古池敏也   | 1月19日       |
| 4    | 謎の少女レーサー                                 | 千葉克彦 | 勝亦祥視          | 段雄一   | 江森真理子 | 1月26日       |
| 5    | ボルゾイスクールの掟                             | 千葉克彦 | 川崎逸朗          | 中津環   | 高見明男   | 2月2日        |
| 6    | 進め町内防衛隊!                                  | 小出克彦 | 勝亦祥視          | 武藤公春 | 池上太郎   | 2月9日        |
| 7    | 炎の激闘!GJC（グレートジャパンカップ）の熱い冬!! | 隅沢克之 | 村山靖            | 村山靖   | 石原満     | 2月16日       |
| 8    | 二台のマシンを使うすごい奴!!                     | 星山博之 | 勝亦祥視 武藤公春 | 前田光悦 | 佐藤陵     | 2月23日       |
| 9    | 100対1の戦い!                                    | 小出克彦 | 中津環            | 中津環   | 坂崎忠     | 3月2日        |
| 10   | 脅威のロケットマシン!                            | 千葉克彦 | 勝亦祥視 前田光悦 | 段雄一   | 江森真理子 | 3月9日        |
| 11   | 秘められた力                                     | 星山博之 | 井上修            | 井上修   | 古池敏也   | 3月16日       |
| 12   | 最悪のスタート!ボルゾイオープン開幕!!            | 隅沢克之 | 勝亦祥視 武藤公春 | 武藤公春 | 池上太郎   | 3月23日       |
| 13   | 消えるマシン!                                    | 隅沢克之 | 玉田博            | 村山靖   | 鍋田香代子 | 3月30日       |
| 14   | 果てしなきゴール!ボルゾイオープン決着!!          | 隅沢克之 | 土蛇我現 武藤公春 | 前田光悦 | 江森真理子 | 4月6日        |
| 15   | 烈矢の挑戦!                                      | 小出克彦 | 加戸誉夫          | 星合貴彦 | 石原満     | 4月13日       |
| 16   | 川下町デンジャラスレース!                        | 千葉克彦 | 勝亦祥視 前田光悦 | 段雄一   | 佐藤陵     | 4月20日       |
| 17   | 左京からの挑戦状                                 | 星山博之 | 井上修            | 井上修   | 古池敏也   | 4月27日       |
| 18   | セントー!?ショーブ!お風呂レースの熱き戦い!!      | 隅沢克之 | 村山靖            | 村山靖   | 鍋田香代子 | 5月4日        |
| 19   | 見えない敵                                       | 小出克彦 | 土蛇我現          | 武藤公春 | 江森真理子 | 5月11日       |
| 20   | 敵は忍者!?                                       | 千葉克彦 | 星合貴彦          | 星合貴彦 | 石原満     | 5月18日       |
| 21   | 忍者の正体!                                      | 星山博之 | 土蛇我現 勝亦祥視 | 前田光悦 | 佐藤陵     | 5月25日       |
| 22   | 最強のパートナー 怒りの炎雷攻撃!!                | 隅沢克之 | 中津環            | 中津環   | 高見明男   | 6月1日        |
| 23   | 驚異の合体技!!2対2の激闘!!                       | 隅沢克之 | 土蛇我現          | 段雄一   | 池上太郎   | 6月8日        |
| 24   | 地獄の底から来たレーサー                         | 小出克彦 | 井上修            | 井上修   | 古池敏也   | 6月15日       |
| 25   | 実況はまかせて!ファイターレディ見参              | 千葉克彦 | 土蛇我現 前田光悦 | 前田光悦 | 江森真理子 | 6月22日       |
| 26   | プラズマ封印                                     | 千葉克彦 | 土蛇我現          | 武藤公春 | 佐藤陵     | 6月29日       |
| 27   | サマーレースだ南に走れ!!                         | 星山博之 | 星合貴彦          | 中津環   | 石原満     | 7月6日        |
| 28   | 四人目のレーサー                                 | 星山博之 | 杉谷光一          | 杉谷光一 | 池田裕治   | 7月13日       |
| 29   | GJC（グレートジャパンカップ）大予選              | 隅沢克之 | 土蛇我現          | 段雄一   | 池上太郎   | 7月20日       |
| 30   | オレたちの走り                                   | 小出克彦 | 井上修            | 井上修   | 古池敏也   | 7月27日       |
| 31   | GJC（グレートジャパンカップ）サマー開催          | 隅沢克之 | 土蛇我現 勝亦祥視 | 前田光悦 | 江森真理子 | 8月3日        |
| 32   | レースジャック!!                                 | 千葉克彦 | 土蛇我現 前田光悦 | 武藤公春 | 池上太郎   | 8月10日       |
| 33   | 死闘の果ての勝者                                 | 千葉克彦 | 中津環            | 中津環   | 高見明男   | 8月17日       |
| 34   | オレの相棒（パートナー）                         | 小出克彦 | 星合貴彦          | 星合貴彦 | 石原満     | 8月24日       |
| 35   | 烈矢の新マシン!ナックルブレイカー                | 星山博之 | 勝亦祥視 前田光悦 | 段雄一   | 亀井治     | 8月31日       |
| 36   | USAチャンプ上陸!!                                | 隅沢克之 | 井上修            | 井上修   | 古池敏也   | 9月7日        |
| 37   | 空母強襲!ナックルストーム                        | 千葉克彦 | 勝亦祥視 前田光悦 | 武藤公春 | 池上太郎   | 9月14日       |
| 38   | 一文字兄弟の秘密!!                               | 小出克彦 | 星合貴彦          | 星合貴彦 | 坂崎忠     | 9月21日       |
| 39   | 再戦!サマーレース                                | 小出克彦 | 土蛇我現 勝亦祥視 | 勝亦祥視 | 亀井治     | 9月28日       |
| 40   | ミニ四駆の悪魔 ネロ・ステラ・ボルゾイ            | 隅沢克之 | 勝亦祥視 前田光悦 | 武藤公春 | 池上太郎   | 10月5日       |
| 41   | マリナ 父との再会                                | 星山博之 | 石原満            | 加戸誉夫 | 石原満     | 10月12日      |
| 42   | 悪夢の対戦                                       | 千葉克彦 | 井上修            | 井上修   | 古池敏也   | 10月19日      |
| 43   | 史上最強の新マシン ディオマース・ネロ            | 隅沢克之 | 勝亦祥視 前田光悦 | 勝亦祥視 | 亀井治     | 10月26日      |
| 44   | 完成!新マックス 豪樹VSリョウ                     | 小出克彦 | 中津環            | 中津環   | 坂崎忠     | 11月2日       |
| 45   | 勝者なきオータムレース                           | 星山博之 | 土蛇我現 池上太郎 | 武藤公春 | 池上太郎   | 11月9日       |
| 46   | 強豪集結 M1開幕                                  | 千葉克彦 | 星合貴彦          | 星合貴彦 | 石原満     | 11月16日      |
| 47   | 1対1                                             | 千葉克彦 | 勝亦祥視          | 勝亦祥視 | 亀井治     | 11月23日      |
| 48   | 決戦のグリーンシグナル                           | 小出克彦 | 井上修            | 井上修   | 古池敏也   | 11月30日      |
| 49   | 悲しき追撃                                       | 隅沢克之 | 金津賀M           | 武藤公春 | 亀井治     | 12月7日       |
| 50   | 史上最大のレース                                 | 隅沢克之 | 加戸誉夫          | 早崎博文 | 坂崎忠     | 12月14日      |
| 51   | ゴール!!                                         | 星山博之 | 星合貴彦          | 星合貴彦 | 石原満     | 12月21日      |

特別編
- 爆走兄弟レッツ&ゴー!!
  - レッツ&ゴースペシャル ミニ四駆レーサー大集合!!（1996年12月30日）

### 放送局
日本国内放送
全シリーズ通じての放送局を記載。
| 放送対象地域  | 放送局             | 系列                          | ネット形態 | 備考 |
| ------------- | ------------------ | ----------------------------- | ---------- | --- |
| 関東広域圏    | テレビ東京         | テレビ東京系列                | 制作局     | |
| 北海道        | テレビ北海道       | テレビ東京系列                | 同時ネット | |
| 青森県        | 青森放送           | 日本テレビ系列                | 遅れネット | |
| 岩手県        | テレビ岩手         | 日本テレビ系列                | 遅れネット | |
| 宮城県        | 東日本放送         | テレビ朝日系列                | 遅れネット | |
| 秋田県        | 秋田テレビ         | フジテレビ系列                | 遅れネット | |
| 山形県        | テレビユー山形     | TBS系列                       | 遅れネット | |
| 福島県        | 福島テレビ         | フジテレビ系列                | 遅れネット | 1999年5月10日まで放送。最終回時点での放送時間は月曜 15:55 - 16:25[18] |
| 新潟県        | テレビ新潟         | 日本テレビ系列                | 遅れネット | |
| 長野県        | 長野放送           | フジテレビ系列                | 遅れネット | |
| 山梨県        | テレビ山梨         | TBS系列                       | 遅れネット | 1999年6月2日まで放送。最終回時点での放送時間は水曜 15:55 - 16:25[19] |
| 静岡県        | テレビ静岡         | フジテレビ系列                | 遅れネット | |
| 富山県        | 富山テレビ         | フジテレビ系列                | 遅れネット | 1999年3月4日まで放送。最終回時点の放送時間は木曜 16:00 - 16:30[20]。 |
| 石川県        | 石川テレビ         | フジテレビ系列                | 遅れネット | |
| 福井県        | 福井テレビ         | フジテレビ系列                | 遅れネット | |
| 愛知県        | テレビ愛知         | テレビ東京系列                | 同時ネット | |
| 岐阜県        | 岐阜放送           | 独立UHF局                     | 遅れネット | |
| 三重県        | 三重テレビ         | 独立UHF局                     | 遅れネット | |
| 大阪府        | テレビ大阪         | テレビ東京系列                | 同時ネット | |
| 滋賀県        | びわ湖放送         | 独立UHF局                     | 遅れネット | |
| 京都府        | KBS京都            | 独立UHF局                     | 遅れネット | 月曜18時の時間帯のアニメはしまじろう以来 |
| 奈良県        | 奈良テレビ         | 独立UHF局                     | 遅れネット | |
| 和歌山県      | テレビ和歌山       | 独立UHF局                     | 遅れネット | |
| 島根県 鳥取県 | 山陰放送           | TBS系列                       | 遅れネット | |
| 広島県        | テレビ新広島       | フジテレビ系列                | 遅れネット | |
| 岡山県 香川県 | テレビせとうち     | テレビ東京系列                | 同時ネット | |
| 愛媛県        | あいテレビ         | TBS系列                       | 遅れネット | 1996年3月まで |
| 愛媛県        | 南海放送           | 日本テレビ系列                | 遅れネット | 1996年4月から |
| 高知県        | テレビ高知         | TBS系列                       | 遅れネット | 1998年3月まで[注釈 5] |
| 高知県        | 高知さんさんテレビ | フジテレビ系列                | 遅れネット | 1998年4月から[注釈 6] |
| 福岡県        | TXN九州            | テレビ東京系列                | 同時ネット | 現・TVQ九州放送 |
| 長崎県        | 長崎放送           | TBS系列                       | 遅れネット | |
| 熊本県        | テレビ熊本         | フジテレビ系列                | 遅れネット | 無印、WGPは1996年3月23日-1997年3月29日は土曜 6:45 - 7:15 1997年4月2日 - 1998年4月1日は水曜 16:25 - 16:55で放送。 MAXは1998年4月8日 - 1999年3月24日に水曜 16:25 - 16:55で放送。[21] |
| 大分県        | テレビ大分         | フジテレビ系列 日本テレビ系列 | 遅れネット | |
| 宮崎県        | 宮崎放送           | TBS系列                       | 遅れネット | 1999年5月21日まで。最終回時点での放送時間は金曜 17:25 - 17:55[22] |
| 鹿児島県      | 南日本放送         | TBS系列                       | 遅れネット | 1996年9月まで |
| 鹿児島県      | 鹿児島読売テレビ   | 日本テレビ系列                | 遅れネット | 1996年10月から |
| 沖縄県        | 琉球放送           | TBS系列                       | 遅れネット | 1999年5月14日まで。最終回時点での放送時間は金曜 16:00 - 16:30[22] |
再放送
- 2000年 - CS放送のAT-Xで放送された。
- 2007年10月 - 『おはスタ』第一部枠にて国内編の一部が再放送された。
- 同年11月 - アニマックスでWGP編の前半10話分が2週にわたりセレクション放送された。
- 同年12月 - 『おはスタ』第一部枠にてWGP編の一部が再放送された。
- 2012年 - ニコニコ動画でミニ四駆全日本選手権「ジャパンカップ」の約13年振りの開催を記念して、無料生放送を分割形式で実施。いずれも22:00 - の放送。
  - 8月3日 - 国内編 15話、9月14日 - 国内編 6 - 10話
  - 8月10日 - WGP編 1 - 5話、9月21日 - WGP編 6 - 10話
  - 9月7日 - MAX編 1 - 5話
  - 9月28日 - 【落ち着けハマーD!】爆走兄弟レッツ＆ゴー!!WGP上映会 ハマーD特選5話 ※WGP編に登場するハマーDが活躍するエピソードを5話セレクトし放送された。どのエピソードが選ばれるかは当日発表で、WGP編6、11、47 - 49話が放送された。
  - また、各シリーズ生放送開始と同日の15:00よりシリーズ配信を開始。第1話のみ無料で視聴可能で、以降は1話ごとに有料での配信となる。

- 2015年4月から2016年4月20日まで、独立系テレビ局・TOKYO MXでセレクション再放送された（毎週水曜19:00 - 19:30）（ただし、番組表、TOKYO MXのホームページ双方ともサブタイトルの詳細表記にのみ'セレクション'と記載）。

日本国外放送
- 中国では『四驱兄弟』のタイトルで放送された。原作漫画は『爆走兄弟Let's & Go!!』のタイトルで出版されている。
- 韓国では無印とWGPが『우리는 챔피언』（俺たちはチャンピオン）のタイトルで、MAXが『렛츠 앤 고 맥스』（レッツ アンド ゴー マックス）のタイトルで韓国SBSで放送された。舞台は韓国に変更され、登場人物名も全員韓国名になった。GJC（グレートジャパンカップ）はGKC（グレートコリアカップ）になり、第1回WGPは韓国開催、優勝国は韓国代表チームであるTRF VICTORYSである。TRFはTsuchiya Racing FactoryではなくThe Racing Factoryということになっている。また主題歌に関しては国内編では「ウィニング・ラン! 〜風になりたい〜」と「FLESH & BLOOD 〜二つの想い〜」、MAX編でも｢BRAVE HEART｣（当然のことながら全て韓国語版）が使用されている。しかしながら何故かWGP編では｢Get the WORLD｣は使用されず｢FLESH & BLOOD｣が引き続き使用されている。
- イタリアでは、『Let's & GO!! Sulle ali di un turbo』のタイトルで放送された。無印から『MAX』までタイトルの変更は行われなかった。キャラクターはほとんど西洋名に変えられているが（烈→Ricky、豪→Ghigo、藤吉→Edoardo、次郎丸→Gerolamoなど）、Victorysは日本チームのままで、悪役であるRosso Stradaもイタリアチームのままで設定の変更は無し。
- 中東全域では、「سابق ولاحق（Saabiq wa laa'heq - 遅れず戦え）」というタイトルで衛星放送局「Spacetoon」にて放送された。登場人物全員の名前や団体名がアラビア語に直されたが、国名などは原作通りである。

### 劇場版
爆走兄弟レッツ&ゴー!!WGP 暴走ミニ四駆大追跡!
1997年7月5日より公開。ガンブラスターXTOボディセット付き前売り券が発売された（その後キットとして発売されるが、ボディパーツの成型色は変更された）。

## 関連商品

### 書籍
『爆走兄弟レッツ&ゴー!!WGPガイド』小学館、1997年
WGP編放送途中に出版。設定資料や監督インタビューなど。この本のための書き下ろしイラストも多数。絶版となったが、2007年にWGP編DVDBOXの封入特典として再編集されたものが10年ぶりに発行された。

### VHS・DVD・Blu-ray
- 爆走兄弟レッツ&ゴー!!（VHS、セル/レンタル、全13巻）
- 爆走兄弟レッツ&ゴー!!WGP（VHS、セル/レンタル、全12巻）
- 爆走兄弟レッツ&ゴー!!MAX（VHS、セル/レンタル、全13巻）
- 映画爆走兄弟レッツ&ゴー!!WGP 暴走ミニ四駆大追跡!（VHS：セル/レンタル、全1巻）
- 爆走兄弟レッツ&ゴー!!スペシャル編集版 ミニ四レーサー大百科（VHS、セル/レンタル、全4巻）
- レッツ&ゴー!!のスーパーJカップ必勝大作戦!（VHS、セル、全1巻）

VHS版に関しては、現在は全巻廃盤となっている。
- 爆走兄弟レッツ&ゴー!!（DVD-BOX 13枚組、セル）[28]
  - 2007年10月24日発売。
  - 2007年春を目処に発売される予定となっていたが、後にオフィシャルサイトおよびメールマガジンにて同年夏発売予定への変更が発表され、さらに同年6月の次世代ワールドホビーフェアで同年10月発売予定への変更が発表された。
  - 映像特典は1996年12月30日放送の特番『爆走兄弟レッツ&ゴー!!スペシャル ミニ四駆レーサー大集合』とノンクレジットオープニング&エンディング。
  - 封入特典は32ページのブックレット。『レッツ&ゴー!!』の命名経緯を描いたこしたてつひろの書き下ろし漫画収録。
  - 初回生産特典は烈&豪オリジナルフィギュアセット。
- 爆走兄弟レッツ&ゴー!!WGP（DVD-BOX 13枚組、セル）
  - 2007年12月19日発売。
  - 映像特典はノンクレジットオープニング&エンディング。
  - 封入特典はムック『レッツ&ゴー!!WGPパーフェクトガイド』。1997年に小学館により発行された『爆走兄弟レッツ&ゴー!!WGPガイド』を新情報を加えて再編集したもの。監督インタビューや設定資料集、キャラクター紹介の一部が変更、追加されている。
  - 初回生産特典は烈&豪オリジナルフィギュアセット。
  - DVDを収録するためのBOXは、後述の劇場版DVDを収納できるよう、少々大きめに作られている。
- 爆走兄弟レッツ&ゴー!!MAX（DVD-BOX 13枚組、セル）
  - 2008年2月20日発売。
  - 映像特典はノンクレジットオープニング&エンディング。
  - 封入特典は52ページの特製のブックレットとクリアシート3枚（内一枚は高見明雄の描き下ろし）。ブックレットの内容は「爆走兄弟レッツ&ゴー!!MAX全話リスト」「VHSジャケットイラストギャラリー」（VHS版のジャケット用に書き下ろされた3シリーズ38イラストを全て収録）「ミニ四駆ボックスアートギャラリー」（『レッツ&ゴー!!』シリーズから商品化された全ミニ四駆のパッケージイラストを収録）「設定資料集」「レッツ&ゴー!!の日々」（渡辺久美子と日高のり子の対談とスタッフ座談会、スタッフメッセージ）
  - 初回生産特典は豪樹、烈矢、公式ホームページの人気投票で3位を獲得したカルロのオリジナルフィギュアセット。MAX編に一瞬（44話のリョウの回想シーン）しか登場しないにもかかわらず、烈・豪に続いて3位を獲得したカルロのフィギュアが特典としてつけられた。公式サイトでのキャラクター人気投票の結果が反映されることは、サイト内で事前に示唆されていたが、フィギュア化ということが判明したのは人気投票終了後だった。
- 爆走兄弟レッツ&ゴー!!WGP 暴走ミニ四駆大追跡!（DVD、セル）
  - 2008年9月24日発売。
  - HDリマスター。
  - 特典は声優座談会とサントラコレクション収録のCDと、劇場上映生フィルムコマ、特製ブックレット（8ページ）。
    - 上記テレビシリーズ3作品および劇場版のDVD全てに、光過敏性発作（いわゆるポケモンショック）対策として、映像に特殊な処理が施され、キャラクターが激しく動くシーンやマシンが疾走するシーンなど、一部シーンに残像が発生している。映像処理が施されたことが発表されたのは、DVD-BOX発売前ではなく、無印編DVD-BOX発売5日後の2007年10月29日のことである。この映像処理は『WGP』『MAX』のDVD-BOXにも施されるということが、同時にオフィシャルサイトで発表された。ただし2008年10月現在、この残像処理告知日が2007年9月14日付けに書き換えられている。また、サイト上の告知では対策理由が光過敏性発作ではなく光過敏症という誤った表記でなされている（光過敏症は、太陽からの紫外線により発生する諸症状のことである）。劇場版にも映像処理がかけられているとのことだが、テレビシリーズのDVDと異なり、残像は一切発生していない。

イタリアでは、日本より早く2005年にHobby&Work Publishing S.r.lから、『Let's & Go!! Sulle ali di un turbo』（訳『レッツ&ゴー!!旋風の翼に乗って』）のタイトルでDVDが発売されていた。各巻3話収録で、全51巻。無印、WGP、MAXの区別はされておらず、全て通し番号になっている（1巻から17巻が無印、18巻から34巻がWGPに、35巻から51巻がMAXに相当）。ただし、音声はイタリア語のみで日本語は未収録。特典映像などは特になし。パッケージイラストは収録内容と関係無しに、日本で無印のVHSのパッケージ用に使用されていたものを使用しており、MAX編に相当する内容の巻でもパッケージイラストに豪樹・烈矢は登場せず、全て烈&豪、大神軍団などの無印のキャラクターのイラストが使用されている。画質はアナログ放送を録画したような粗悪なものである上、解像度が低いため激しく動くシーンでは残像が発生している。
- 爆走兄弟レッツ&ゴー!!（Blu-ray BOX 9枚組、セル）
  - 2014年8月27日発売。
- 爆走兄弟レッツ&ゴー!!WGP（Blu-ray BOX 9枚組、セル）
  - 2014年12月19日発売。
- 爆走兄弟レッツ&ゴー!!MAX（Blu-ray BOX 9枚組、セル）
  - 2015年6月24日発売。
- 爆走兄弟レッツ&ゴー!!WGP 暴走ミニ四駆大追跡!（Blu-ray、セル）
  - 2015年6月24日発売。

### CD
- 「爆走兄弟レッツ&ゴー!!」オリジナルサウンドトラック集
- 「爆走兄弟レッツ&ゴー!!」爆走音楽集 VICTORY
- 風のcornering（星馬烈のテーマ）
- Get up! V MAGNUM（星馬豪のテーマ）
- Killed by BEAK SPIDER（沖田カイのテーマ）
- BATTLE ACTION（鷹羽リョウのテーマ）
- 稲妻を刺せ！（三国藤吉のテーマ）
- 「爆走兄弟レッツ&ゴー!!WGP」超速音楽集
- 「爆走兄弟レッツ&ゴー!!WGP」超速テーマ・コレクションDASH
- 「爆走兄弟レッツ&ゴー!!WGP」スーパーサウンドトラックXTO〜音楽集〜
- 「爆走兄弟レッツ&ゴー!!MAX」〜ヴォーカル・コレクション
- 「爆走兄弟レッツ&ゴー!!MAX」ミュージック・コレクション2
- キャラクターイメージCD〜豪樹
- キャラクターイメージCD〜烈矢
- 「爆走兄弟レッツ&ゴー!!GIRL」〜レディース・グランプリ開幕!!〜
『MAX』放送終了後の1999年に発売。
- 「爆走兄弟レッツ&ゴー!!」テーマソングコレクションPLUS!!
シリーズ放送終了から約7年経過した2005年に発売。各シリーズのオープニング・エンディングテーマ曲、「MAX」のイメージソングおよび「GIRL」の曲を復刻。ただし「GIRL」収録のドラマは収録されていない。
- 爆走兄弟レッツ&ゴー!! 超青春ドラマCD
『コロコロアニキ』2017年秋号応募者全員サービスとして頒布。
- 爆走兄弟レッツ&ゴー!! 超青春ドラマCD 第2弾
『コロコロアニキ』2018年秋号応募者全員サービスとして頒布。

### ゲーム
初回特典として、特別仕様のボディやパーツを同梱した作品が多かった。
ミニ四駆シャイニングスコーピオン レッツ&ゴー!!（1996年12月20日、スーパーファミコン、アスキー）
『レッツ&ゴー』初のゲーム。基本的にはRPGで、街中でレースに勝つとポイントが貯まり新しいパーツと交換することができる。また、内部データとして経験値に相当する熟練度という要素も存在し、レースを重ねて行くほど主人公が強くなっていく。
舞台は国内編であるが、原作およびアニメとはパラレルワールドとなっている。
原作とアニメ後期のマシンが主に登場する（サイクロンマグナム ハリケーンソニック スピンコブラ ネオトライダガーZMC ビークスパイダー ブロッケンG レイスティンガーなど）。
主人公（オリジナルキャラクター）は「すごいミニ四レーサーが集まる店」という噂のある佐上模型店を訪れた一人の少年で、当初はセイバー600を使用していたが、黒沢太とのタイマンレースに勝利したことで土屋博士の目に留まり、博士からシャイニングスコーピオンを託される。その後主人公は様々なレーサーと出会いながらGJCに参戦、最終決戦であるSGJCの出場と優勝を目指して行くことになる。
予めミニ四駆をセッティングした後は、レース画面であるデモ画面で、ミニ四ファイターの実況と共に勝負の行く末を見守る形式のゲームになる。この際トップのマシンにのみカメラが固定されるため、接戦でない限り2位以下のマシンが見えない。最終決戦直前にパスワードが表示され、それを持ち寄ることで対戦ができる。
各マシンの性能はゲーム中には明示されておらず、攻略サイトの利用やデータ解析を考慮しない限り試合に勝つためには何度も試行錯誤する必要がある。
主人公マシンである「シャイニングスコーピオン」は、速度が上がることによりカラーリングが青から赤に数段階変化するという特徴があり、序盤のスプリングレースなどではレース中若干赤みがかる程度だが、最終決戦であるSGJCでは真紅に輝くスコーピオンが劇的なスピードを見せる。
Jは、唯一本作には登場しない。
限定版にはシャイニングスコーピオンのパールホワイトボディ付き。後に製品として発売されたり（限定版とは違い、ボディの色はソリッドホワイト）、原作やアニメにも登場した。
予約購入者全員にシャイニングスコーピオンのゴールドメッキボディ（後にイベント会場などでも限定パーツとして販売）がプレゼントされた。また、ゲーム本編にも登場する（条件）。
パッケージには「烈と豪は入っていません」と当たり前のことが（ネタ的に）書かれていた。
CMナレーションは古谷徹が担当。
ミニ四駆GB Let's&Go!（1997年5月23日、ゲームボーイ、アスキー）
軽量超速ギヤの特別限定仕様が同梱。こちらも国内編が舞台。パーツ収集や通信交換のシステムがある。バージョン違いは存在しないが、特定の組み合わせでパーツを交換するとパーツが新たな隠しパーツに変化するといった隠し要素がある。
レース形式は全て、2レーンのコースを使用した1対1のレース。数パターンあるコースを1個から3個組み合わせてコースとし、コースの境目ではピットインできる。ピットインするとレースの途中でセッティングを変更できるが、その間もリアルタイムで時間が流れており、セッティング変更に時間をかければかけるほど実際のレースで遅れを取ってしまうシステムになっている。
ストーリーの後半では大神軍団との対決が描かれるが原作におけるバトルレーサーとの対戦でもレースに負けた際にパーツが壊されるだけでレース中に攻撃されるということはない。
フルカウルミニ四駆スーパーファクトリー（1997年7月31日、セガサターン、メディアクエスト）
ガンブラスターXTOブルーメッキボディ付き。ストーリーモードは存在しない。予約購入者にスーパーFMシャーシの特別限定仕様がプレゼントされた。
アニメ版WGPのノンテロップオープニングが収録されている（GET THE WORLD)。
ミニ四駆 爆走兄弟レッツ&ゴー!!WGP HYPER HEAT（1997年11月20日、プレイステーション、ジャレコ）
舞台はWGP編。主人公（オリジナルキャラクター〈性別選択可能〉）はTRFビクトリーズの6人目のレーサーとなり、WGPを勝ち進んでいく。専用マシンは当時最新鋭だったビートマグナムの改良型のビートマグナムTRF（他のビクトリーズマシンからも選択できる）で、豪はサイクロンマグナム、烈はハリケーンソニック、藤吉はスピンコブラを継続使用する（街角レースでは豪はビクトリーマグナム、烈がバンガードソニック、藤吉はスピンアックスを使用）。マシンのセッティングはできるがマシン操作はできない。しかしボタン連打でゲージを溜め、溜まったゲージで「マグナムトルネード」などの必殺走法を任意で放つことができるようになり、原作同様ある程度レースに介入できるようになった。また、アニメと違い5人で戦うのではなくチームから3人選抜してレースを行う。優勝の決め方もアニメと違い、上位4チームによるファイナルステージではなく上位2チームによる決勝戦によって決まる。対戦相手は第9章までに獲得したパーツの数（全35個）によって異なり、アストロレンジャーズ（32個以上）、アイゼンヴォルフ（26個から31個）、光蠍（25個以下）のどれか。
無印、WGPを含めた26台以上のマシンが登場する（隠しマシンあり）。
予約購入者にビートマグナムTRF（ハイパーヒート仕様）のボディがプレゼントされた。後に製品として発売されたり（ウイング部分のステッカーデザインが変更されている〈予約版ではビクトリーズのロゴ〉）、原作のMAX編にも登場した。
アニメ版WGPのノンテロップオープニングが収録されている（GET THE WORLD)。
CMナレーションはミニ四ファイター（声：森久保祥太郎）が担当。
ミニ四駆GB Let's&Go! オールスターバトルMAX（1998年6月19日、ゲームボーイ、アスキー）
ビクトリーズの6人目として、WGPを再現した「GBC（グレートバトルカップ）」に出場する。通信交換などの基本的なシステムは、前作「ミニ四駆GB」を踏襲しつつ、GPチップなども導入された。
レース形式は前作同様、2レーンのコースを組み合わせて作ったコースの1対1レース。団体戦になるGBC本戦のレースにおいては、メンバー全員で総当たり戦を行い、勝ち数の多いチームの勝ちとなる。こうして全てのチーム同士で総当たり戦を行い、勝率の高かった4チームが決勝リーグとして改めて総当たり戦を行って優勝を決定する。
最終的に優勝するのが目的であるが、1試合負けても即座にゲームオーバーにはならず、何回か負けても上位4チームまでに入っていれば原作のように決勝進出→優勝とできる。決勝に進出できなかった、もしくは決勝リーグで1位になれないことが確定した段階でゲームオーバーとなる（決勝リーグでは1位が目標であるため原則全勝が目的だが、仮に1敗しても3チームが2勝1敗で横並びとなりプレーオフが発生することがあるため、即座にゲームオーバーにはならない）。
各試合において全25レース（5対5の総当り）のうち13勝以上すれば勝利であるが、相手によって「自分以外のメンバーが何勝できるか」が決まっており、主人公は1勝すればチームとして勝てる試合もあれば、主人公が全勝しない限り勝てないようになっている試合もある。序盤は1勝や2勝で勝利できる試合が多いが、決勝リーグになるとほぼ4勝以上、事実上の決勝戦であるアイゼンヴォルフ戦では全勝が求められる。ただ、序盤から中盤の予選リーグでも一部全勝を求められる試合があり、こちらはいわゆる「負け試合」として設定されている。
また、同じチーム内でもメンバーによって強さに差があり、リーダー格のキャラクターは特に強く、チームとして勝つのは容易でも全勝を目指すのは困難になっている。ただし、上記の負け試合も含めて「絶対に勝てない」試合はひとつも存在せず、セッティング次第では全勝で優勝を飾ることもでき、主人公の個人成績として無敗で優勝した場合には、クリア時に無敗を記念するトロフィーがもらえる（無敗トロフィーを貰うためには、GBC本戦以外のイベントレースや草レースなどでも負けてはいけない）。
本作には前作には無かったバトルレースが存在する。GBC本編ではロッソストラーダが、GBC以外のイベントレースではスカウター軍団などが仕掛けてくる。レース中にすれ違ったりしても攻撃はされないし、原作のように一撃でマシンそのものがクラッシュしたりすることは無いが、ピットイン地点に来るたびに必ず1度ずつ攻撃を受ける。攻撃を受けると相手の攻撃方法に応じてパーツの年齢（消耗度）が強制的に上昇させられる。パーツ年齢が限界を超えるとパーツが破損してなくなってしまうため、モーターなどの走行に必要不可欠なパーツが破壊されるとその場で走行不可能になりリタイアとなる。いくらリードしても攻撃されること自体は回避できないため、防御用のパーツを取り付ける、攻撃された箇所をピットインのたびに交換するなどでレース完走が可能な状態を維持し、かつ相手より先にゴールしなければならない。
なお、ゲーム本編では主人公はバトルレーサーではないためバトルレースでも攻撃はされるのみであるが、クリア後のオマケ要素のひとつとして、バトルレースにおける攻撃を行うためのパーツ（バトルパーツ）を購入でき、こちらからバトルレースを仕掛けることもできるようになる。
クリア後のおまけ要素が多く、劇場版とMAX編のキャラクターとマシンまでも登場する（ただしファイヤースティンガーは、没データの影響により登場しない）。
予約購入者全員にシャイニングスコーピオンXのボディがプレゼントされた。後にストームクルーザーとしてキット化される。なお、当初ゲームに登場する予定だったが、ファイヤースティンガーと同じく没データの影響で登場しなかった。
爆走兄弟レッツ&ゴー!! エターナルウィングス（1998年7月30日、プレイステーション、ジャレコ）
ゲーム要素よりも、キャラクターを前面に押し出したゲーム。本作ではドライブゲームとなっている。
CMナレーションは一文字豪樹（声：渡辺久美子）が担当。
ミニ四駆レッツ&ゴー!! POWER WGP2（1998年10月1日、スーパーファミコン、任天堂）
アニメのWGP編の続編として製作された。任天堂としては珍しい、アニメベースのゲーム。現時点としては『レッツ&ゴー!!』最後の専用ゲーム機用作品。
プレイヤーはTRFビクトリーズを操り第2回世界グランプリを勝ち進んでいく。基本的にはRPGで、レース記録を更新することで経験値が上がりマシンがレベルアップしてゆく。
アニメの細かい設定まで反映されている。ペルー（XTOリボルバーズ）やフランス（レ・ヴァンクール）が第2回初参加・ゲームオリジナルチームとして登場している。XTOリボルバーズは劇場版に登場したリオンが率いるチームで、レ・ヴァンクールにはレイが登場する。
なお、この作品はアニメの直接的な続編ではなく、アニメ設定と違い第2回WGPも日本開催になっている（アニメ設定ではアメリカ）、アニメで第2回WGPに参加していたボルゾイチームが参加していない、アニメのMAX編でボルゾイの元でマシンを開発し髪の毛も生えていた大神博士が禿のままでエジプトチームを影で操っているなど、アニメとはパラレルワールドになっている。パラレルワールドになりつつも、一文字兄弟もわずかながら本作に登場している（ミナミは名前のみ登場）。
爆走兄弟レッツ&ゴー!! ミニ四駆ワールドランナー（2016年3月31日15時もってサービス終了、スマートフォン用アプリケーションゲーム、ブシモ）
『レッツ&ゴー!!』のゲームとしては17年ぶりに登場したゲーム。2010年代から再び高まりを見せているミニ四駆の人気を受け、ソーシャルゲームとして制作・配信される。
2016年3月31日15時もってサービス終了した（それに伴いiTunes StoreおよびGoogle Playでは削除された）。ナレーションは森久保祥太郎。

### シール・トレーディングカード
シールは「シール烈伝」の名で天田印刷加工から発売。トレーディングカードはムービックから発売。両方とも本編ではわからなかったキャラクターの詳細なプロフィールや過去のエピソードを知ることができる。他にもバンダイ製カードダス、天田印刷加工製トレーディングカードも発売された。

## Webラジオ
『レッツ&ゴー!!情報局 Radio Racers!!』のタイトルで、2015年5月26日から2017年4月18日までHiBiKi Radio Stationにて配信された。隔週火曜日更新。パーソナリティは森久保祥太郎（星馬豪役）、徳井青空（翼役）。
2017年3月18日、タミヤミニ四駆公認競技会にのっとってミニ四駆イベント「そらまるカップ」が開催された。